# Госпожа Сираи

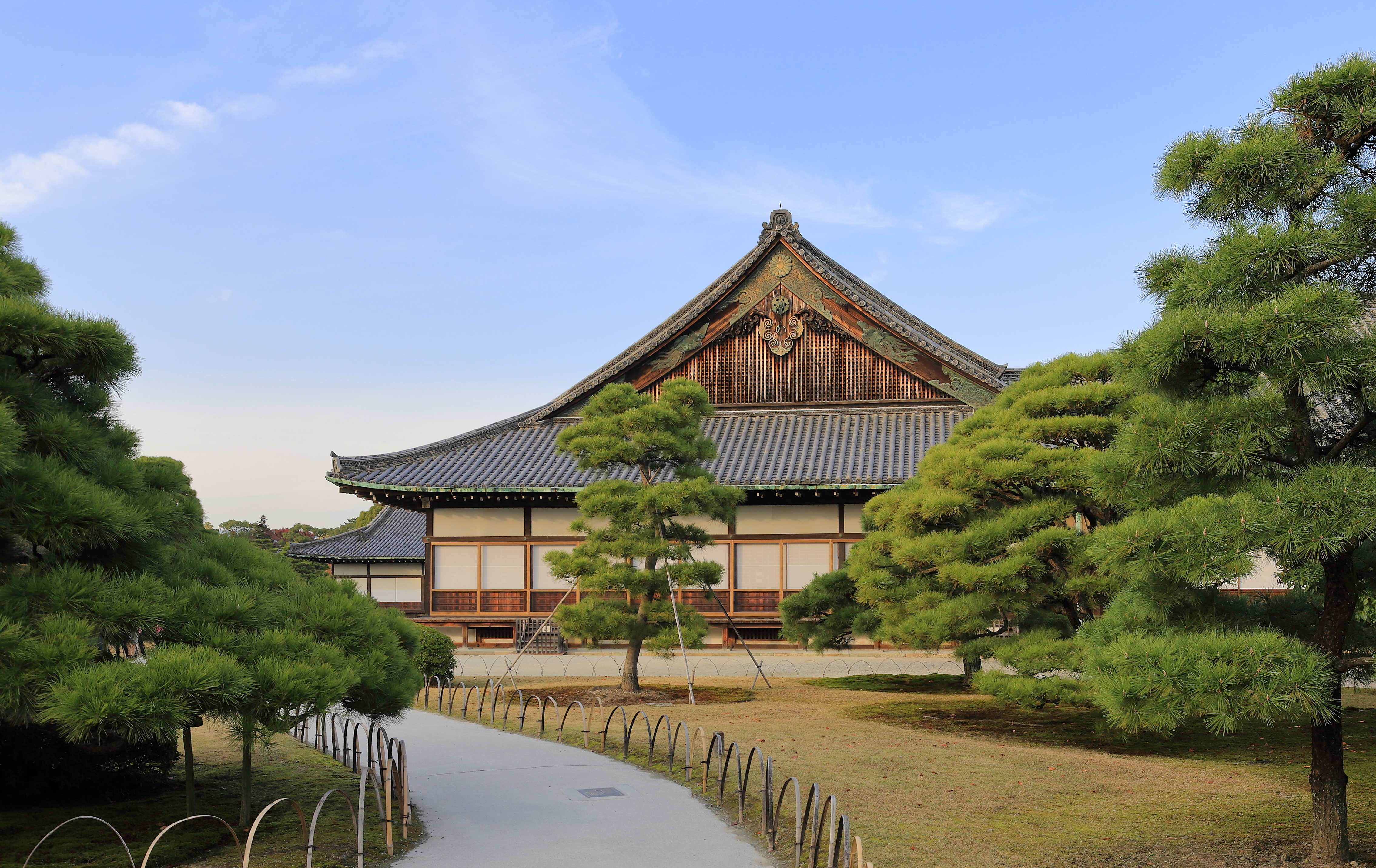
Дворец Ниномару

Госпожа Сираи (яп. 白井局; ум. 1565) — японская знатная дама и аристократка периода Сэнгоку. Она была членом клана Нагао в Сираи, вассала рода Уэсуги в Канто, и женой Нариты Нагаясу, хозяина замка Оси в Мусаси. Госпожа Сираи предположительно являлась дочерью, либо внучкой Нагао Кагэхару. Она была вассалом сёгуната Асикага, сражалась и погибла в ходе событий в Киото в 1565 году, когда был убит Асикага Ёситэру.

## Биография
Госпожа Сираи была родственницей Нагао Кагэторы, известного как Уэсуги Кэнсин. В 1560 году он в качестве военачальника провинции Этиго организовал крупную военную экспедицию в регион Канто против клана Го-Ходзё. Нагаясу Нарита, раннее бывший вассалом Кэнсина, поссорился с ним, Кэнсин нанёс оскорбление ему. В результате чего разъярённый Нагаясу покинул Кэнсина и примкнул к Ходзё. После этого клан Нарита стал вассалом клана Ходзё и укрепил замок Оси как стратегически важной крепости в Канто.
Госпожа Сираи развелась со своим мужем, как только он разорвал отношения с Уэсуги и поступил на службу к 13-му сёгуну Асикаге Ёситэру. В это время ей было уже за 50 лет, но она всё ещё была красива, и, поскольку она всегда находилась в окружении Ёситэру, она использовала эту возможность для налаживания дипломатических отношений между ним и Уэсуги Кэнсином.
Ёситэру объявил войну Миёси Нагаэси, поскольку последний имел большое влияние в столице и обладал реальной властью там. В 1565 году Миёси Ёсицугу осадил дворец Ниномару и дворец Хонмару (ныне замок Нидзё). Не дождавшись шедшем к нему на помощь сил от даймё, Ёситэру и его немногочисленные войска потерпели поражение от Миёси. Госпожа Шираи взяла и сражалась в последний раз. Когда Мацунага Хисахидэ вошёл во дворец Ёситэру, сёгун покончил с собой, госпожа Сираи же, взявшая в руку свою нагинату, продолжала сопротивляться и в конце концов погибла в бою.
Неясно, была ли она матерью сыновей Нагаясу. Если это так, то она была бабушкой Каихиме по отцовской линии.